# ФК Сремчица
ФК Сремчица је српски фудбалски клуб из насеља Сремчица у градској општини Чукарица. Стадион, као и просторије клуба се налазе у Сремчици, Београдска улица број 6 и има капацитет од око 430 места. Тренутно наступа у Зонској лиги Београд. Клуб је основан 1957. године, а боја дресова је плаво-црвена. 
У млађим категоријама за ФК Сремчицу је наступао и некадашњи репрезентативац Иван Ергић, а у првом тиму Бранимир Субашић касније фудбалер Црвене звезде. Клуб је носио и називе ФК Сремчица Железник, који је наступао као филијала ФК Железник-а, као и ФК Ласта Сремчица, док је спонзор клуба био београдски ауто-превозник „Ласта“.